# Phlebotomus autumnalis
Phlebotomus autumnalis är en tvåvingeart som beskrevs av Mikhail Mikhailovich Artemiev 1980. Phlebotomus autumnalis ingår i släktet Phlebotomus och familjen fjärilsmyggor.
Artens utbredningsområde är Afghanistan. Inga underarter finns listade i Catalogue of Life.